# Naoki Hattori
Naoki Hattori (Japans: 服部尚貴,Hattori Naoki ) (Yokkaichi, 13 juni 1966) is een voormalig Japans autocoureur. Hij maakte zijn Formule 1-debuut in 1991 bij Coloni en nam deel aan 2 Grands Prix waarvan hij er geen enkele mocht starten. Hij scoorde geen punten.
Hij werd All-Japan F3-kampioen in 1990 en mocht zich twee keer proberen kwalificeren in de Formule 1 bij Coloni als vervanger van Pedro Chaves. Naoki racete van 1991 tot en met 1995 in de Formule 3000. Hij werd rijdens de F3000 International Speed Cup tweede. Zijn Formule 3000 carrière werd verder geen succes. Hij ging in 1996 in de Formule Nippon rijden, hij won 2 racen en werd ook tweede in het eindklassement. In 1997 en 1998 reed hij in de Indy Lights, dit leverde hem een zitje op in de CART in 1999. Hij reed 8 races, veertiende was zijn beste resultaat, hij haalde geen punten.
Hierna keerde hij terug naar Japan om weer in de Formule Nippon te rijden. Hij reed daar tot en met 2005. In 2001 werd hij tweede, zijn beste resultaat. Vanaf 2001 reed hij ook in de Super GT. Tot en met 2007 wist hij 1 race te winnen.